# Asociación Italiana de Resistencia
La Asociación Italiana de Resistencia, conocida también como Sociedad Italiana o simplemente La Italiana es una entidad oriunda de Argentina, fundada el 1 de mayo de 1891, siendo esta la primera de su tipo en la región, la cual se dedica a la difusión y promoción de la lengua y cultura italiana, y desde 2011, lleva a cabo trabajos de estudios y difusión de la historia regional.

## Primeros años
El 1 de mayo de 1891, en el marco del Día del Trabajador se reunieron un grupo de italianos, la mayoría de ellos pertenecientes a la primera y segunda línea de fundadores de la Ciudad de Resistencia con el fin de conformar una entidad que atienda al socorro mutuo y genere un espacio de confraternización para resolver las problemáticas económicas y sociales que enfrentaba en ese entonces la ciudad y colaborar de manera mancomunada por el bienestar de sus miembros. 
La asamblea estuvo dirigida por Carlo Boggio, primer industrial del Chaco llegado en 1880, asistiendo a la misma un gran número de personas. Entre ellas se encontraban los hermanos Giuseppe y Serafino Ameri (ambos llegados a Resistencia en 1875), pertenecientes a la primera línea fundadora, y Giacomo Pereno, Antonio Zamparo, Giuseppe Del Negro, Giacomo y Raffaelle Tofanelli, Rodolfo y Edoardo Gabardini, entre otros, pertenecientes a la segunda y tercera línea fundadora que pobló la ciudad. En dicha asamblea, se aprobó la denominación de Societa Italiana Operaia de Mutuo Soccorso, invocando en el acto fundacional los lemas de unión y fraternidad. Rápidamente se asociaron a la entidad un gran número de colonos agricultores. Poco tiempo después, en 1893, sería adquirido un terreno ubicado a escasos metros de la Plaza Central, donde fuera construido en manos de los propios socios e integrantes la sede social. Carlo Boggio sería electo como Presidente.

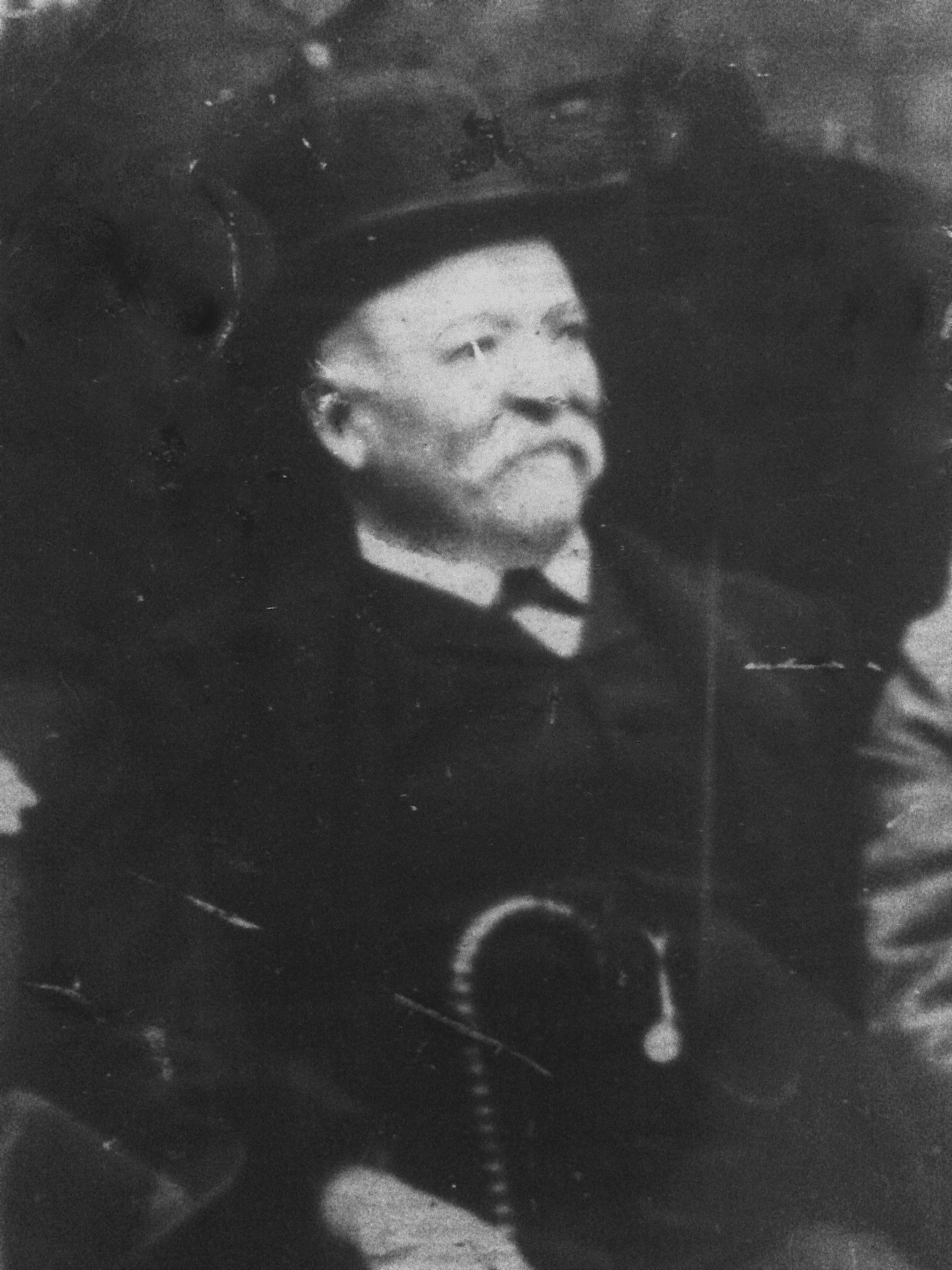
Carlo Boggio.

La crisis económica que golpeó a la zona a fines del siglo XIX obligó a la reducción del número de asociados, llevando a la entidad a la quiebra. Es así que el 18 de agosto de 1901, en Asamblea General, extinguen la Societa Italiana, conformando los mismos integrantes una nueva entidad que solo se dedicaría al área cultural denominada Circolo Italiano. Su primer presidente fue Hipólito Briolini. En 1906 comienza un periodo alentador para la institución, comenzándose a dictar clases de lengua italiana dirigida a los jóvenes que al ser argentinos nativos habían tomado como lengua la de su tierra, desvirtuándose los dialectos italianos traído por los fundadores. Se destaca como dirigente en este periodo, el doctor Giulio Cecilio Perrando. 
Superada la crisis socio-económica y en pleno auge, los italianos e hijos de estos que habían visto extinguirse la Societa comenzaron a reveer la idea de crear una nueva entidad que repitiera los pasos de la anterior pero salvaguardando las problemáticas que pudieran presentarse para asegurar su continuidad. El 14 de octubre de 1913 se fundaría la Societá Italiana "Unione e Fratellanza", institución que imitaría a la primera tomando las responsabilidades de las cuales el Circolo Italiano se encontraba exento. Fue proclamado presidente Angelo Desimoni. Esta nueva entidad comenzó a crecer a pasos agigantados, los cuales pronto fueron sofocados por una crisis política que sumergió a esta junto con el Circolo a una posible crisis. Ante eso, el 14 de abril de 1914 en una asamblea convocada por ambas instituciones se produce la fusión, siendo electo presidente Angelo Desimoni y proponiéndose tomar nuevamente el nombre de Societa Italiana Operaia Di Mutuo Soccorso. 

## Impacto social
Desde su conformación, la Sociedad Italiana reuniría a los primeros profesionales de la ciudad, distinguiéndose a médicos, abogados, arquitectos, comerciantes, industriales y agricultores dentro de ella. Esto favoreció al progreso total de la ciudad y el territorio, aportando a todos los sectores de la sociedad. En 1920 la entidad financiaría el primer homenaje a los inmigrantes italianos con un monumento rematado con una escultura de la Loba Romana Luperca. En 1928 llevarían a cabo el segundo homenaje con la construcción de un monolito (obelisco) en mármol recordando el punto de desembarco del contingente inmigratorio. Tiempo atrás, en 1918, los miembros habían participado de una gesta para designar a un gobernador del Chaco que sea nativo de él. 
Acompañaron los actos oficiales y estuvieron en cada decisión política. Tal es así que en 1938 el Gobierno y el Municipio honró a los italianos designando Italia a una de las principales arterias de la ciudad. En 1953 la ya denominada Asociación Italiana (su nombre fue modificado por imposición del estado nacional en enero de 1937) participó activamente del proceso de provincialización del Chaco. Más tarde, podrían concluir con la construcción una sede social conformada por amplios salones que sería uno de los núcleos más importantes de la ciudad. 
Cabe destacar, que de la entidad surgieron otras instituciones italianas como el Círcolo Italiano Dante Alighieri, el Fogón Friulano y el Círculo Trentino, además de otras instituciones de carácter socio-cultural como el Club Social, el Ateneo del Chaco, entre otras.

## Renacimiento
En octubre de 1999 se declararía en asamblea la extinción de la entidad, debido a complicaciones económicas que hacían imposible la continuidad de sus labores. El 16 de mayo de 2001, luego de rematarse sus muebles y objetos por un pleito judicial, fue finalmente rematado su edificio social. 
En febrero de 2004, un grupo de descendientes que habían visto desaparecer la entidad, se reunieron bajo el lema "no somos culpables del pasado, pero si responsables del futuro" y conformaron la Asociación Italiana de Resistencia, entidad que continuaría con la historia de sus antepasados y buscaría ingresar nuevamente a la sociedad. 

## Presidentes
1891/1897 Carlo Boggio.
1897/1901 Giovanni Ronco.
1901/1904 Francesco Contursi.
1905/1907 Ippòlito Briolini.
1907 Julio Cecilio Perrando.
1907 Giacomo Pereno.
1907/1908 Enrico Volpi.
1908/1914 Ippòlito Briolini.
1915 Gaspar De Nicola.
1915/1916 Alfredo Guerrero.
1916/1917 Francesco Gualtieri.
1917/1918 Juan Manuel Rossi.
1918/1919 Angelo Desimoni.
1919/1920 Gaspar De Nicola.
1920 Rodolfo Gabardini.
1920/1921 Gaspar De Nicola.
1921/1923 Roberto Campolieti.
1923/1924 Gaspar De Nicola.
1924/1925 Hugo Briolini.
1926/1928 Gregorio Licca.
1928/1929 Francesco Huber.
1929/1930 Francisco Pereno.
1930/1931 Gaspar De Nicola.
1931/1932 Humberto Marpegán.
1932/1934 Adelson Bennato.
1934/1937 Santiago Pereno.
1937/1938 Vicente Nigro.
1939/1940 Juan Moro.
1940/1941 Gildo Casella.
1941/1947 Oscar Sassoli.
1947/1948 Camilo Mozzati.
1948/1949 Daniele Salvatelli.
1949/1950 José Serra.
1950/1953 Camilo Mozzati.
1953/1954 Francisco Leva.
1954/1955 Pedro Puppo.
1955/1956 Ricardo Moro.
1956/1965 Luis Vesconi.
1965 Sorellini Batocchio.
1966 Amadio Ronconi.
1966/1973 Luis Vesconi.
1973/1975 José Simoni.
1975/1977 Luis Vesconi.
1977/1984 Vicente Vescera.
1984 José Vesconi.
1984/1989 Antonio Cerno.
1989/1991 Bernardo Piccoli.
1991/1993 Mario Bianucci.
1993/1999 Alfredo Galliotti.
1999 Francisco Fabris.
2004/2008 Carmelo Santalucía.
2008/2011 Ricardo Zorzón.
2011/al presente Marcela Murgia Lamanna.
- Datos: Q33897311